# Dongshanfeng Nongchang (bondby i Kina, Hunan Sheng, lat 29,92, long 110,69)
Dongshanfeng Nongchang är en bondby i Kina. Den ligger i provinsen Hunan, i den södra delen av landet, omkring 290 kilometer nordväst om provinshuvudstaden Changsha. Antalet invånare är 4 768. Befolkningen består av 2 255 kvinnor och 2 513 män. Barn under 15 år utgör 9,0 %, vuxna 15-64 år 75 %, och äldre över 65 år 15,0 %.
Runt Dongshanfeng Nongchang är det ganska tätbefolkat, med 172 invånare per kvadratkilometer. Närmaste större samhälle är Nishi, 8,6 km öster om Dongshanfeng Nongchang. I omgivningarna runt Dongshanfeng Nongchang växer i huvudsak blandskog.
Genomsnittlig årsnederbörd är 1 698 millimeter. Den regnigaste månaden är september, med i genomsnitt 277 mm nederbörd, och den torraste är december, med 17 mm nederbörd.